# Gare de Resnik
Pour les articles homonymes, voir Resnik.
La gare de Resnik (en serbe cyrillique : Железничка станица Ресник ; en serbe latin : Železnička stanica Resnik) est une gare située à Belgrade, la capitale de la Serbie, dans la municipalité urbaine de Rakovica.

## Service des voyageurs

### Desserte
Resnik est une des stations du réseau express régional Beovoz. On peut y emprunter les lignes 2 (Ripanj - Resnik - Rakovica - Pančevo - Vojlovica), 3 (Stara Pazova - Batajnica - Beograd Centar - Rakovic - Resnik - Ripanj) et 5 (Nova Pazova - Batajnica - Beograd Centar - Rakovica - Resnik - Mladenovac).

### Intermodalité
La gare est située 78 rue Aleksandar-Vojinovića et est desservie par trois lignes de bus de la société GSP Beograd auxquelles elle sert de terminus, soit les lignes 47 (Slavija – Gare de Resnik), 503 (Voždovac – Gare de Resnik) et 504 (Miljakovac III – Gare de Resnik).

## Voir aussi

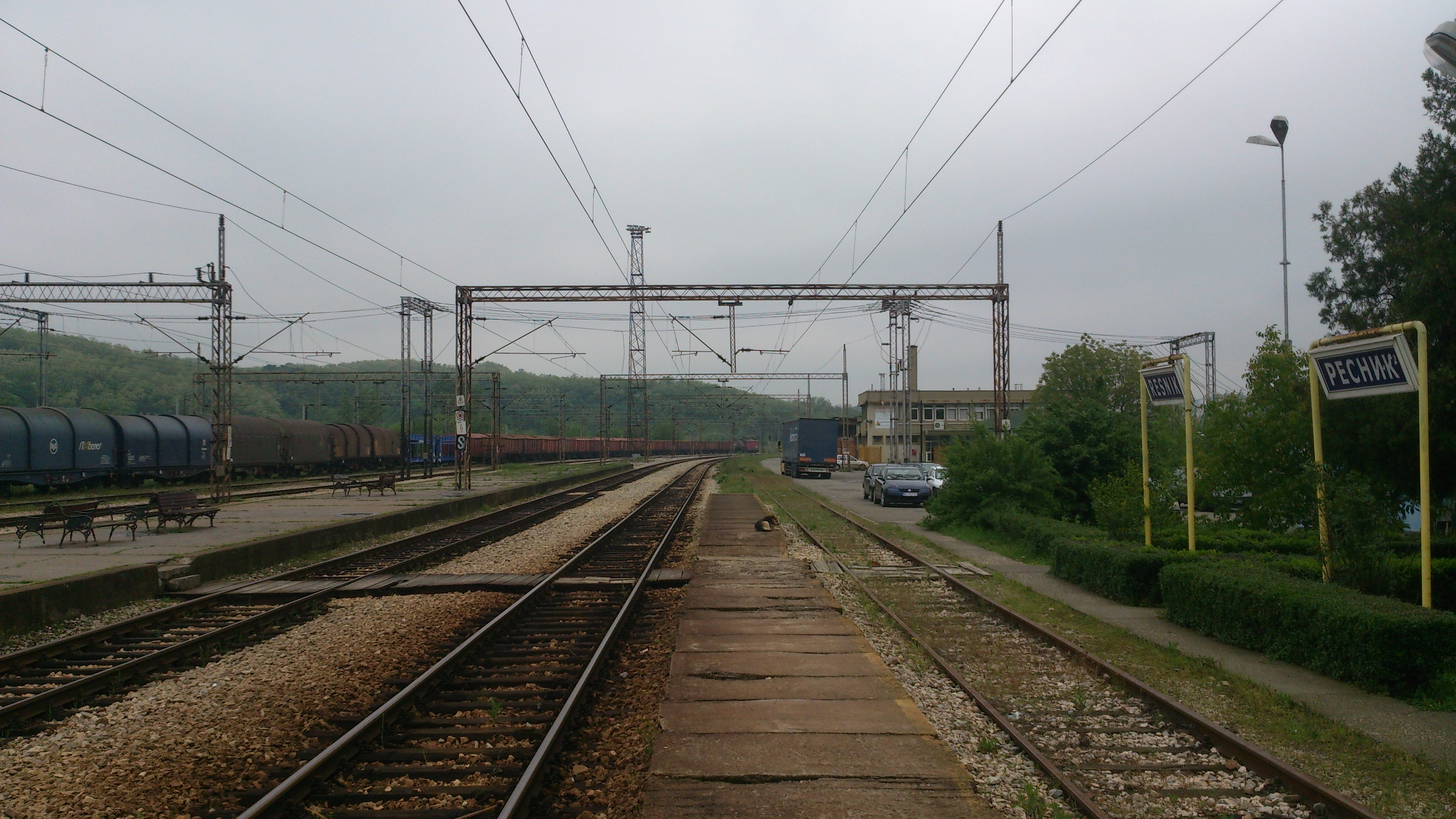